# Werchuslawa von Nowgorod
Werchuslawa von Nowgorod (russisch Верхуслава Всеволодовна, polnisch Wierzchosława Nowogrodzka; * um 1125; † 15. März um 1162) war eine Fürstin der Kiewer Rus, Mitglied des Fürstengeschlechts der Rurikiden, durch Heirat Fürstin von Masowien and Kujawien und seit 1146 Großfürstin von Polen.
Sie war die Tochter des Heiligen Wsewolod, der durch Heirat mit der Tochter von Swjatoslaw Dawydowitsch, dem Fürsten Tschernihiws, der Fürst Nowgorods und Pskows war.

## Leben
Nichts ist über Werchoslawas erste Jahre bekannt. Sie war die einzige Tochter unter drei Kindern. Sie hatte zwei Brüder, Iwan und Wladimir (der in mehreren Quellen mit dem Ehemann der Prinzessin Richeza von Polen verwechselt wurde). Beide starben unverheiratet und offenbar kinderlos.
Um 1137 wurde sie mit Bolesław, dem Sohn des polnischen Fürsten Bolesław Schiefmund, verheiratet. Die Heirat wurde wahrscheinlich von Bolesławs Mutter Salome von Berg in die Wege geleitet, die eine russische Allianz gegen ihren Stiefsohn, den späteren Władysław den Vertriebenen, anstrebte. Fürst Wsewolod starb am 11. Februar 1138 und Fürst Bolesław III. folgte ihm am 28. Oktober desselben Jahres nach. In seinem Testament teilte er seinen Herrschaftsbereich zwischen seinen Söhnen auf. Fürst Bolesław erhielt Masowien und wurde zu Bolesław IV, dem Fürst Masowiens und Kujawiens, während Werchuslawa die Fürstgemahlin wurde.
1141 begleitete Werchuslawa ihren Ehemann zu einem Kongress in Łęczyca, der auf Initiative ihrer Schwiegermutter Fürstinwitwe Salome einberufen wurde. 1146 wurde Werchuslawa die neue Großfürstin Polens als ihr Ehemann seinen älteren Halbbruder Władysław II. verbannte und der Herrscher Krakaus und der Großfürst Polens wurde.
Werchuslawa starb wahrscheinlich in den 1160er Jahren, weil am 31. Dezember 1167 Großfürst Bolesław IV. seine zweite Frau Maria benannte. Sie wurde wahrscheinlich neben ihrem Ehemann in der Kathedrale von Płock begraben.

### Fürstin Anastasias Evangeliar
Nach Werchuslawas Tod übergab ihr Ehemann zum Andenken an sie einem Zisterzienserkloster ein in Silber eingebundenes Evangeliar namens Fürstin Anastasias Evangeliar. Ihrem Chronist Jan Długosz zufolge, war Anastasia das lateinische oder griechische Pendant ihres Namens. Außerdem nannte er Werchuslawa die Fürstin von Halytsch, die 1158 bei der Geburt ihres Kindes gestorben sein soll. Das Hochzeitsdatum 1151, das von dem Chronisten gegeben wurde, ist falsch. Das Evangeliar wurde wahrscheinlich um 1160 verfasst.

## Familie
Fast allen bekannten Quellen zufolge, bekam Werchuslawa nach fast zwanzig Jahren Ehe um 1156 ihr erstes Kind. Dieses Kind, ein Junge, wurde nach seinem Vater und Großvater Bolesław benannt. Vor 1160 bekam sie ein zweites Kind, ein Mädchen, die spätere (1178) Ehefrau von Wassilko Jaropolkowitsch, dem Fürst von Schumsk und dem späteren Fürst Drohiczyns.
Frühere Schriften geben an, dass der zweite Sohn von Bolesław IV., Leszek in seiner zweiten Ehe mit Maria geboren wurde. Nach der Entdeckung von Münzen, auf denen Leszek sich selbst als Sohn Anastasias bezeichnete, wurde diese Theorie jedoch als falsch befunden.
Fürst Bolesław starb 1172 im Alter von sechzehn Jahren. Ein Jahr später (1173), starb Großfürst Bolesław IV. und hinterließ das Fürstentum Masowien-Kujawien seinem zweiten und als einziger überlebenden Sohn Leszek im Alter von höchstens elf Jahren.
Als Lehnsherr und Herrscher über Krakau und Gniezno folgte ihm sein nächster Bruder Mieszko der Alte, Fürst Großpolens nach.